# Over the Rainbow
Over the Rainbow 또는 오버 더 레인보우(over the rainbow→무지개 너머)는 1939년 입 하버그가 작사했고 해럴드 알렌이 작곡한 발표된 미국의 뮤지컬 영화 《오즈의 마법사》의 삽입곡이며 주디 갈랜드가 부른 노래이다.

## Somewhere Over The Rainbow
이즈라엘 카마카위올레의 Somewhere Over The Rainbow는 Over the Rainbow의 또 다른 버전으로 잘 알려있다.

## 기타
LG그룹에서 자사의 광고에 사용하였다.(가수는 소향이다.)

## 같이 보기
- 오즈의 마법사
- 오즈의 마법사
- 메기의 추억

## 참고
- (유튜브 - 1939 오즈의 마법사에서 쥬디 갈랜드의 오버더 레인보우)over the rainbow judy garland The Wizard of Oz

1. ↑  “LG 엘지 그룹광고 Over the rainbow”.